# Зелкин, Ефим Григорьевич
Ефим Григорьевич Зелкин (1911—2006) — российский учёный, основоположник теории синтеза антенн. Разработчик антенных устройств для РЛС наведения, самолетного бомбоприцеливания, ракетных ГСН, спутниковых антенн и т. д.

## Биография
Родился 27.05.1911 в п. Макошино Менского района Черниговской области.
После окончания семилетки (1928) уехал в Москву, работал разнорабочим и слесарем-сборщиком на заводе «Красный пролетарий». Учился на вечернем рабфаке.
В марте 1931 г. поступил в электромашиностроительный институт, вскоре реорганизованный в Московский электротехнический институт связи. После окончания МЭИС (январь 1936) направлен в ЦНИИ связи.
С 1939 г. работал в лаборатории акустики строительства Дворца Советов и одновременно учился в аспирантуре МЭИС.
В июне 1941 г. призван в РККА. Участник Великой Отечественной войны, начальник узла связи дивизии (Западный фронт).
В сентябре 1945 г. демобилизовался и поступил в ЦНИИ-108: старший научный сотрудник антенной лаборатории, зам. главного конструктора. В 1947 г. защитил кандидатскую диссертацию.
С 1953 в КБ-1: старший научный сотрудник, зам. главного конструктора, начальник лаборатории. С 1970 по 1993 г. работал в выделившемся из КБ-1 ЦНИИ «Комета»: зав. антенной лабораторией, с 1984 старший научный сотрудник.
С 1965 г. профессор МАИ.
Доктор технических наук (1964), профессор (1966).
Ленинская премия (1958), Государственная премия СССР (1983).
Умер 30.06.2006 в Москве.

## Публикации
- Методы синтеза антенн. Фазированные антенные решетки и антенны с непрерывным раскрывом / Е. Г. Зелкин, В. Г. Соколов. — М. : Советское радио, 1980. — 294 с. — 4000 экз.
- Конструктивные методы аппроксимации в теории антенн : монография / Е. Г. Зелкин, В. Ф. Кравченко, В. И. Гусевский. — Москва : Сайнс-пресс, 2005. — 512 с. : ил. — Библиогр.: с. 500—512. — ISBN 5-94818-027-1
- Линзовые антенны / Е. Г. Зелкин, Р. А. Петрова. — Москва : Сов. радио, 1974. — 279 с. : черт. ; 20 см. — Список лит.: с. 270—271 (33 назв.). — Предм. указ.: с. 272—274. — 8000 экз.